# Forges (Orne)
Forges is een plaats en voormalige gemeente in het Franse departement Orne in de regio Normandië en telt 250 inwoners (1999). De plaats maakt deel uit van het arrondissement Alençon.

## Geschiedenis
Op 1 januari 2016 fuseerde Forges met de gemeenten Radon en Vingt-Hanaps tot de gemeente Écouves. 

## Geografie
De oppervlakte van Forges bedraagt 5,0 km², de bevolkingsdichtheid is 50,0 inwoners per km².
De onderstaande kaart toont de ligging van Forges (Orne) met de belangrijkste infrastructuur en aangrenzende gemeenten.

## Demografie
Onderstaande figuur toont het verloop van het inwonertal (bron: INSEE-tellingen).